# Maxillaria robusta
Maxillaria robusta är en orkidéart som beskrevs av João Barbosa Rodrigues. Maxillaria robusta ingår i släktet Maxillaria och familjen orkidéer. Inga underarter finns listade i Catalogue of Life.